# Lexington (Kentucky)
Lexington je správní město okresu Fayette County ve státě Kentucky ve Spojených státech amerických.
K roku 2010 zde žilo 295 803 obyvatel. S celkovou rozlohou 739,5 km² byla hustota zalidnění 400 obyvatel na km².